# Dacus pallidilatus
Dacus pallidilatus är en tvåvingeart som beskrevs av Munro 1948. Dacus pallidilatus ingår i släktet Dacus och familjen borrflugor.
Artens utbredningsområde är Zimbabwe. Inga underarter finns listade i Catalogue of Life.